# Angophora
Genre
Classification phylogénétique
Angophora est un genre de plantes à fleurs de la famille des Myrtaceae. Il comprend dix espèces d'arbres ou de buissons originaires de l'est de l'Australie.
Ils sont très proches des genres Corymbia et Eucalyptus. Ils s'en différencient par leurs feuilles qui sont opposées et non alternes et par l'absence d'opercule sur le fruit. Le fruit est aussi côtelé alors qu'il est lisse chez l'eucalyptus.
Les espèces varient par leur aspect allant du buisson pour Angiophora hispida à des arbres de trente mètres de haut. L'écorce est rugueuse et écailleuse. Les feuilles, lancéolées sont d'un vert-sombre. Les fleurs, blanches ou crèmes forment de vastes inflorescences.
Le nom Angophora vient du grec: angos, "qui porte" et phora,  "jarre" ": ce qui fait référence à la forme du fruit.

## Liste des espèces
Selon The Plant List (30 avril 2021) :
- Angophora bakeri C.C.Hall
- Angophora clelandii Maiden
- Angophora costata (Gaertn.) Hochr. ex Britten
- Angophora crassifolia (G.J.Leach) L.A.S.Johnson & K.D.Hill
- Angophora dichromophloia Blakely
- Angophora euryphylla (L.A.S.Johnson ex G.J.Leach) L.A.S.Johnson & K.D.Hill
- Angophora exul K.D.Hill
- Angophora floribunda (Sm.) Sweet
- Angophora hispida (Sm.) Blaxell
- Angophora inopina K.D.Hill
- Angophora leiocarpa (L.A.S.Johnson ex G.J.Leach) K.R.Thiele & Ladiges
- Angophora melanoxylon F.Muell. ex R.T.Baker
- Angophora paludosa (G.J.Leach) K.R.Thiele & Ladiges
- Angophora robur L.A.S.Johnson & K.D.Hill
- Angophora subvelutina F.Muell.
- Angophora woodsiana F.M.Bailey